# Liste der Orte im Landkreis Dillingen an der Donau
Die Liste der Orte im Landkreis Dillingen an der Donau listet die 210 amtlich benannten Gemeindeteile (Hauptorte, Kirchdörfer, Pfarrdörfer, Dörfer, Weiler und Einöden) im Landkreis Dillingen an der Donau auf.

## Systematische Liste
Alphabet der Städte und Gemeinden mit den zugehörigen Orten.
- Markt Aislingen mit 4 Gemeindeteilen:
  - Hauptort Aislingen
  - Kirchdorf Baumgarten
  - Dörfer Rieder und Windhausen

- Bachhagel mit 5 Gemeindeteilen:
  - Pfarrdörfer Bachhagel, Burghagel
  - Kirchdorf Oberbechingen
  - Einöden Schäfhof und Stockhof

- Bächingen an der Brenz mit 1 Gemeindeteil:
  - Pfarrdorf Bächingen an der Brenz

- Binswangen mit 2 Gemeindeteilen:
  - Pfarrdorf Binswangen
  - Einöde Zollhaus

- Markt Bissingen mit 32 Gemeindeteilen:
  - Hauptort Bissingen
  - Pfarrdörfer Diemantstein, Fronhofen, Oberliezheim, Stillnau und Unterringingen
  - Kirchdörfer Buggenhofen, Burgmagerbein, Gaishardt, Hochstein und Unterbissingen
  - Dörfer Göllingen, Kesselostheim, Leiheim, Oberringingen, Thalheim, Warnhofen und Zoltingen
  - Weiler Buch a.Rannenberg, Hochdorf,  Kallertshofen, Kömertshof, Obermagerbein und Tuifstädt
  - Einöden Bergmühle, Herrenmühle, Hohenburgermühle, Jägerhaus (abgebrochen), Leitenhof, Neutenmühle, Reimertshof und Stegmühle
  - Ruine Hohenburg

- Blindheim mit 8 Gemeindeteilen:
  - Pfarrdörfer Blindheim und Unterglauheim
  - Kirchdorf Wolpertstetten
  - Dorf Berghausen
  - Einöden Holzhof, Sallmannsberg und Weilheim
  - Blindheim Bahnhof

- Buttenwiesen mit 19 Gemeindeteilen:
  - Pfarrdörfer Buttenwiesen, Frauenstetten, Lauterbach, Oberthürheim, Pfaffenhofen an der Zusam, Unterthürheim und Wortelstetten
  - Kirchdörfer Neuweiler und Vorderried
  - Dörfer Hinterried und Illemad
  - Einöden Almhof, Bartlstockschwaige, Beutmühle, Feldbach, Greggenhof, Ludwigsschwaige, Maierhof und Stehlesmühle

- Stadt Dillingen an der Donau mit 12 Gemeindeteilen:
  - Hauptort Dillingen an der Donau
  - Pfarrdörfer Donaualtheim, Fristingen, Hausen, Kicklingen, Schretzheim und Steinheim an der Donau
  - Weiler Nordfelderhof
  - Einöden Fristinger Mühle, Kicklingermühle, Riedschreinerhof und Schwaighof

- Finningen mit 3 Gemeindeteilen:
  - Pfarrdörfer Finningen (bestehend aus Oberfinningen und Unterfinningen) und Mörslingen
  - Einöde Brunnenmühle

- Glött mit 5 Gemeindeteilen:
  - Pfarrdorf Glött
  - Weiler Feldbachmühle und Heudorf
  - Einöden Breitwiesmühle und Ziegelstadel

- Stadt Gundelfingen an der Donau mit 15 Gemeindeteilen:
  - Hauptort Gundelfingen an der Donau
  - Pfarrdörfer Echenbrunn und Peterswörth
  - Weiler Birkenried und Schönemann
  - Einöden Emmausheim, Hygstetterhof, Karlshof, Lindenauhof, Maxfelderhof, Neuhof, Schönauhof, Wehauhof und Wildenauhof
  - Sonstiger Ort Sophienried

- Haunsheim mit 3 Gemeindeteilen:
  - Pfarrdörfer Haunsheim und Unterbechingen
  - Einöde Albhof

- Stadt Höchstädt an der Donau mit 7 Gemeindeteilen:
  - Hauptort Höchstädt an der Donau
  - Pfarrdörfer Deisenhofen, Oberglauheim, Schwennenbach und Sonderheim
  - Einöden Galgenmühle und Hofmadschwaig

- Holzheim mit 6 Gemeindeteilen:
  - Pfarrdörfer Altenbaindt, Ellerbach, Eppisburg, Holzheim und Weisingen
  - Dorf Fultenbach

- Laugna mit 7 Gemeindeteilen:
  - Pfarrdörfer Laugna, Modelshausen und Osterbuch
  - Kirchdorf Bocksberg
  - Dörfer Asbach und Hinterbuch
  - Weiler Kaag

- Stadt Lauingen mit 9 Gemeindeteilen:
  - Hauptort Lauingen
  - Pfarrdorf Frauenriedhausen
  - Kirchdörfer Faimingen und Veitriedhausen
  - Weiler Birkackerhöfe, Helmeringen, Katharinenhof und Ludwigsau
  - Einöde Nenningshof

- Lutzingen mit 3 Gemeindeteilen:
  - Pfarrdörfer Lutzingen und Unterliezheim
  - Einöde Eichbergerhof

- Medlingen mit 4 Gemeindeteilen:
  - Pfarrdorf Obermedlingen
  - Kirchdorf Untermedlingen
  - Einöden Bächingermühle und Viehhof

- Mödingen mit 7 Gemeindeteilen:
  - Pfarrdörfer Bergheim und Mödingen
  - Kloster Mödingen (auch Maria Medingen genannt)
  - Einöden Beutenmühle, Nuitenmühle, Stettenhof und Ziegelstadel

- Schwenningen mit 10 Gemeindeteilen:
  - Pfarrdörfer Gremheim und Schwenningen
  - Einöden Dettenhart, Fischweitschwaig, Gunkelschwaige, Joasschwaig, Neuschwaig (abgebrochen), Ruppenmühle, Ruppenschwaig und Stoffelhansenschwaig

- Syrgenstein mit 7 Gemeindeteilen:
  - Pfarrdorf Altenberg
  - Kirchdörfer Ballhausen, Landshausen und Staufen
  - Einöden Alter Thurm, Martinshof und Viehmühle

- Villenbach mit 11 Gemeindeteilen:
  - Pfarrdörfer Villenbach und Wengen
  - Dörfer Hausen, Riedsend und Rischgau
  - Weiler Beurerhof und Demharthöfe
  - Einöden Beurermühle, Hausener Mühle, Schrankbaummühle und Wiesmühle

- Stadt Wertingen mit 14 Gemeindeteilen:
  - Hauptort Wertingen
  - Pfarrdörfer Bliensbach, Gottmannshofen, Hirschbach und Prettelshofen
  - Kirchdörfer Hohenreichen und Roggden
  - Dörfer Geratshofen, Possenried, Reatshofen und Rieblingen
  - Weiler Hettlingen
  - Einöden Neuschenau und Reutenhof

- Markt Wittislingen mit 4 Gemeindeteilen:
  - Hauptort Wittislingen
  - Pfarrdorf Schabringen
  - Dorf Zöschlingsweiler
  - Einöde Beutenstetterhof

- Ziertheim mit 3 Gemeindeteilen:
  - Pfarrdörfer Dattenhausen, Reistingen und Ziertheim

- Zöschingen mit 1 Gemeindeteil:
  - Pfarrdorf Zöschingen

- Zusamaltheim mit 4 Gemeindeteilen:
  - Pfarrdorf Zusamaltheim
  - Kirchdorf Sontheim
  - Weiler Marzelstetten
  - Einöde Gauried

## Alphabetische Liste
In Fettschrift erscheinen die Orte, die namengebend für die Gemeinde sind. In Klammern ist die Gemeinde angegeben.

### A
- Aislingen
- Albhof (Haunsheim)
- Almhof (Buttenwiesen)
- Altenbaindt (Holzheim)
- Altenberg (Syrgenstein)
- Alter Thurm (Syrgenstein)
- Asbach (Laugna)

### B
- Bachhagel
- Bächingen an der Brenz
- Bächingermühle (Medlingen)
- Ballhausen (Syrgenstein)
- Bartlstockschwaige (Buttenwiesen)
- Baumgarten (Aislingen)
- Berghausen (Blindheim)
- Bergheim (Mödingen)
- Bergmühle (Bissingen)
- Beurerhof (Villenbach)
- Beurermühle (Villenbach)
- Beutenmühle (Mödingen)
- Beutenstetterhof (Wittislingen)
- Beutmühle (Buttenwiesen)
- Binswangen
- Birkackerhöfe (Lauingen)
- Birkenried (Gundelfingen an der Donau)
- Bissingen
- Bliensbach (Wertingen)
- Blindheim
- Blindheim Bahnhof (Blindheim)
- Bocksberg (Laugna)
- Breitwiesmühle (Glött)
- Brunnenmühle (Finningen)
- Buch a. Rannenberg (Bissingen)
- Buggenhofen (Bissingen)
- Burghagel (Bachhagel)
- Burgmagerbein (Bissingen)
- Buttenwiesen

### D
- Dattenhausen (Ziertheim)
- Deisenhofen (Höchstädt an der Donau)
- Demharthöfe (Villenbach)
- Dettenhart (Schwenningen)
- Diemantstein (Bissingen)
- Dillingen an der Donau
- Donaualtheim (Dillingen an der Donau)

### E
- Echenbrunn (Gundelfingen an der Donau)
- Eichbergerhof (Lutzingen)
- Einmausheim (Gundelfingen an der Donau)
- Ellerbach (Holzheim)
- Eppisburg (Holzheim)

### F
- Faimingen (Lauingen)
- Feldbach (Buttenwiesen)
- Feldbachmühle (Glött)
- Fischweitschwaig (Schwenningen)
- Frauenriedhausen (Lauingen)
- Frauenstetten (Buttenwiesen)
- Fristingen (Dillingen an der Donau)
- Fristinger Mühle (Dillingen an der Donau)
- Fronhofen (Bissingen)
- Fultenbach (Holzheim)

### G
- Gaishardt (Bissingen)
- Galgenmühle (Höchstädt an der Donau)
- Gauried (Zusamaltheim)
- Geratshofen (Wertingen)
- Glött
- Greggenhof (Buttenwiesen)
- Gremheim (Schwenningen)
- Göllingen (Bissingen)
- Gottmannshofen (Wertingen)
- Gundelfingen an der Donau
- Gunkelschwaige (Schwenningen)

### H
- Haunsheim
- Hausen (Dillingen an der Donau)
- Hausen (Villenbach)
- Hausener Mühle (Villenbach)
- Helmeringen (Lauingen)
- Herrenmühle (Bissingen)
- Hettlingen (Wertingen)
- Heudorf (Glött)
- Hinterbuch (Laugna)
- Hinterried (Buttenwiesen)
- Hirschbach (Wertingen)
- Hochdorf (Bissingen)
- Höchstädt an der Donau
- Hochstein (Bissingen)
- Hofmadschwaig (Höchstädt an der Donau)
- Ruine Hohenburg (Bissingen)
- Hohenburgermühle (Bissingen)
- Hohenreichen (Wertingen)
- Holzheim
- Holzhof (Blindheim)
- Hygstetterhof (Gundelfingen an der Donau)

### I
- Illemad (Buttenwiesen)

### J
- Jägerhaus (abgebrochen) (Bissingen)
- Joasschwaig (Schwenningen)

### K
- Kaag (Laugna)
- Kallertshofen (Bissingen)
- Karlshof (Gundelfingen an der Donau)
- Katharinenhof (Lauingen)
- Kesselostheim (Bissingen)
- Kicklingen (Dillingen an der Donau)
- Kicklingermühle (Dillingen an der Donau)
- Kloster-Mödingen (auch Maria Medingen genannt) (Mödingen)
- Kömertshof (Bissingen)

### L
- Landshausen (Syrgenstein)
- Laugna
- Lauingen
- Lauterbach (Buttenwiesen)
- Leiheim (Bissingen)
- Leitenhof (Bissingen)
- Lindenauhof (Gundelfingen an der Donau)
- Ludwigsau (Lauingen)
- Ludwigsschwaige (Buttenwiesen)
- Lutzingen

### M
- Martinshof (Syrgenstein)
- Marzelstetten (Zusamaltheim)
- Maxfelderhof (Gundelfingen an der Donau)
- Maierhof (Buttenwiesen)
- Medlingen
- Modelshausen (Laugna)
- Mödingen
- Mörslingen (Finningen)

### N
- Nenningshof (Lauingen)
- Neuhof (Gundelfingen an der Donau)
- Neuschenau (Wertingen)
- Neuschwaig (abgebrochen) (Schwenningen)
- Neutenmühle (Bissingen)
- Neuweiler (Buttenwiesen)
- Nordfelderhof (Dillingen an der Donau)
- Nuitenmühle (Mödingen)

### O
- Oberbechingen (Bachhagel)
- Oberfinningen (Finningen)
- Oberglauheim (Höchstädt an der Donau)
- Oberliezheim (Bissingen)
- Obermagerbein (Bissingen)
- Obermedlingen (Medlingen)
- Oberringingen (Bissingen)
- Oberthürheim (Buttenwiesen)
- Osterbuch (Laugna)

### P
- Peterswörth (Gundelfingen an der Donau)
- Pfaffenhofen a. d. Zusam (Buttenwiesen)
- Possenried (Wertingen)
- Prettelshofen (Wertingen)

### R
- Reatshofen (Wertingen)
- Reimertshof (Bissingen)
- Reistingen (Ziertheim)
- Reutenhof (Wertingen)
- Rieblingen (Wertingen)
- Rieder (Aislingen)
- Riedschreinerhof (Dillingen an der Donau)
- Riedsend (Villenbach)
- Rischgau (Villenbach)
- Roggden (Wertingen)
- Ruppenmühle (Schwenningen)
- Ruppenschwaig (Schwenningen)

### S
- Sallmannsberg (Blindheim)
- Schabringen (Wittislingen)
- Schäfhof (Bachhagel)
- Schönauhof (Gundelfingen an der Donau)
- Schönemann (Gundelfingen an der Donau)
- Schrankbaummühle (Villenbach)
- Schretzheim (Dillingen an der Donau)
- Schwaighof (Dillingen an der Donau)
- Schwennenbach (Höchstädt an der Donau)
- Schwenningen
- Seehof (Bächingen an der Brenz)
- Sonderheim (Höchstädt an der Donau)
- Sontheim (Zusamaltheim)
- Sophienried (Gundelfingen an der Donau)
- Staufen (Syrgenstein)
- Stegmühle (Bissingen)
- Stehlesmühle (Buttenwiesen)
- Steinheim an der Donau (Dillingen an der Donau)
- Stettenhof (Mödingen)
- Stillnau (Bissingen)
- Stockhof (Bachhagel)
- Stoffelhansenschwaig (Schwenningen)
- Syrgenstein

### T
- Thalheim (Bissingen)
- Tuifstädt (Bissingen)

### U
- Unterbechingen (Haunsheim)
- Unterbissingen (Bissingen)
- Unterfinningen (Finningen)
- Unterglauheim (Blindheim)
- Unterliezheim (Lutzingen)
- Untermedlingen (Medlingen)
- Unterringingen (Bissingen)
- Unterthürheim (Buttenwiesen)

### V
- Veitriedhausen (Lauingen)
- Viehhof (Medlingen)
- Viehmühle (Syrgenstein)
- Villenbach
- Vorderried (Buttenwiesen)

### W
- Warnhofen (Bissingen)
- Wehauhof (Gundelfingen an der Donau)
- Weilheim (Blindheim)
- Weisingen (Holzheim)
- Wengen (Villenbach)
- Wertingen
- Wiesmühle (Villenbach)
- Wildenauhof (Gundelfingen an der Donau)
- Windhausen (Aislingen)
- Wittislingen
- Wolpertstetten (Blindheim)
- Wortelstetten (Buttenwiesen)

### Z
- Ziegelstadel (Glött)
- Ziegelstadel (Mödingen)
- Ziertheim
- Zollhaus (Binswangen)
- Zoltingen (Bissingen)
- Zöschingen
- Zöschlingsweiler (Wittislingen)
- Zusamaltheim